# Шелепнёв, Ян Владимирович
Ян Владимирович Шелепнев (род. 16 февраля 1993, Могилёв) — белорусский хоккеист, вратарь. Мастер спорта Республики Беларусь международного класса (2015).
В сезоне 2016/17 выступал в составе клуба Чемпионата Беларуси «Динамо» (Молодечно), одновременно представляел клуб КХЛ «Динамо» (Минск). Обладатель Континентального кубка в сезоне 2014/15 в составе клуба «Неман» (Гродно).

## Достижения
- Победитель Континентального кубка в сезоне 2014/15